# Jose Advincula
Jose Lazaro Fuerte Advincula (ur. 30 marca 1952 w Dumalag) – filipiński duchowny rzymskokatolicki, biskup diecezjalny San Carlos w latach 2001–2011, arcybiskup metropolita Capiz w latach 2012–2021, kardynał prezbiter od 2020, arcybiskup metropolita Manili i tym samym prymas Filipin od 2021.

## Życiorys
Święcenia kapłańskie otrzymał 14 kwietnia 1976 i został inkardynowany do archidiecezji Capiz. Pracował przede wszystkim w miejscowym Seminarium św. Piusa X, gdzie pełnił funkcje wykładowcy, dziekana, ojca duchownego oraz – w latach 1995–2000 – rektora. Był ponadto profesorem szkoły teologicznej w Vigan (1990-1993), ojcem duchownym seminarium przy Jaro (1993-1995), wikariuszem sądowym archidiecezji (1996-2001) oraz proboszczem jednej z parafii w Capiz.
25 lipca 2001 został mianowany biskupem ordynariuszem diecezji San Carlos. Sakry biskupiej udzielił mu 8 września 2001 ówczesny nuncjusz apostolski na Filipinach – arcybiskup Antonio Franco.
9 listopada 2011 papież Benedykt XVI mianował go arcybiskupem metropolitą Capiz. Ingres odbył się 11 stycznia 2012.
25 października 2020 podczas modlitwy Anioł Pański papież Franciszek ogłosił, że mianował go kardynałem. Kreowany kardynałem prezbiterem św. Wigiliusza 28 listopada 2020.
25 marca 2021 papież Franciszek przeniósł go na urząd arcybiskupa metropolity Manili.
24 czerwca 2021 odbył ingres do Katedry Niepokalanego Poczęcia Najświętszej Maryi Panny w Manili. Brał udział w konklawe 2025, które wybrało papieża Leona XIV.